# Muzeum Chata Kaszubska w Brusach
Muzeum Chata Kaszubska w Brusach – muzeum z siedzibą w Brusach-Jagliach (powiat chojnicki). Placówka jest gminną jednostka organizacyjną, działającą w ramach tutejszego Centrum Kultury i Biblioteki im. Jana Karnowskiego.
Idea powołania w Brusach placówki muzealnej sięga 1980 roku, a jej autorami byli działacze Zrzeszenia Kaszubsko-Pomorskiego. Realizacja pomysłu odbywała się dwuetapowo: w latach 1993–1997 m.in. pozyskano teren pod budowę i wykonano projekt budynku w stylu kaszubskim, autorstwa inż. Jana Sabiniarza z Chojnic. Do realizacji obiektu nie doszło jednak z powodów finansowych. Prace budowlane zostały wykonane dopiero w latach 2002–2004, natomiast samo muzeum otwarto w 2005 roku.
W ramach muzealnej ekspozycji prezentowana są pamiątki, związane z historią oraz kulturą materialną Ziemi Zaborskiej. W zbiorach znajdują się m.in. dawne przedmioty codziennego użytku, zabytki techniki użytkowej. Oprócz ekspozycji stałej, w Chacie organizowane są wystawy czasowe.

W przylegającym do muzeum ogrodzie znajdują się rzeźby i ule, autorstwa artysty ludowego, Józefa Chełmowskiego.
Muzeum jest obiektem całorocznym, czynnym od wtorku do soboty, natomiast w niedziele i święta – po uprzednim uzgodnieniu.